# Oligacanthorhynchus tortuosus
Espèce
Synonymes
- Echinorhynchus tortuosus Leidy, 1850 - protonyme
- Oligacanthorhynchus tortuosa (Leidy, 1850)
- Hamanniella tortuosa (Leidy, 1850)

Oligacanthorhynchus tortuosus est une espèce d'acanthocéphales de la famille des Oligacanthorhynchidae. C'est un parasite digestif de sarigues néarctiques.